# Pokład statku

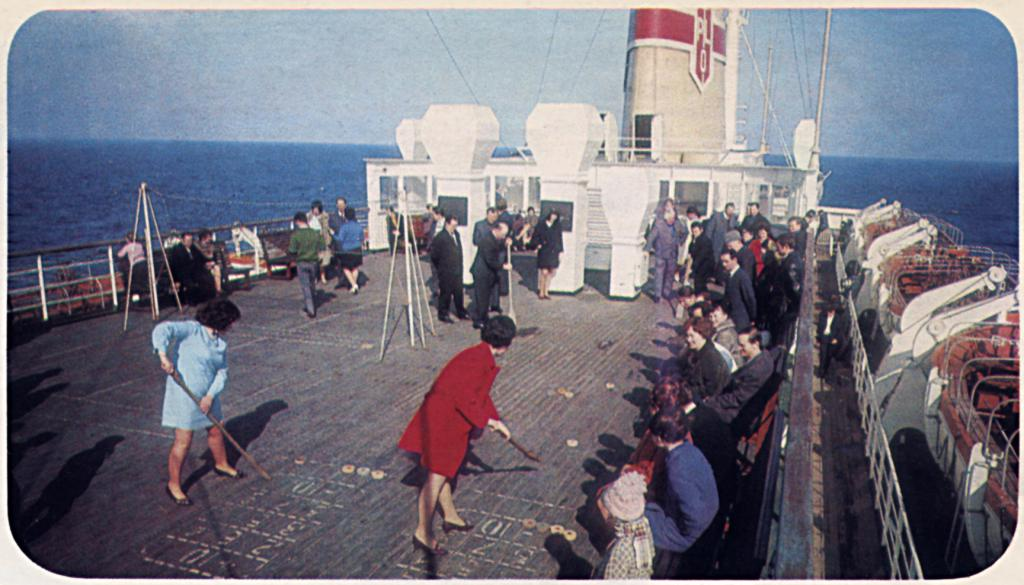
Pokład Słoneczny transatlantyku TSS Stefan Batory

Pokład statku – trwałe, wodoszczelne pokrycie zamykające od góry kadłub statku. Może być stalowe, drewniane lub wykonane z kompozytów. W nomenklaturze żeglarskiej nazywane jest dekiem lub pokładówką.
Na statku może być kilka pokładów. Rozróżnia się:
- Pokład dziobowy (Fordek) – część pokładu górnego znajdująca się na dziobie lub osobny pokład rozciągający się od dziobu na niecałą długość statku. Najbardziej wysunięta, skrajna część pokładu dziobowego to bak.
- Pokład rufowy (Achterdek) – część pokładu górnego znajdująca się na rufie lub osobny pokład na rufie.
- Pokład górny – najwyższy, nieprzerwany pokład, rozciągający się na całej długości statku.
- Pokład grodziowy – do którego dochodzą poprzeczne grodzie wodoszczelne.
- Pokład nadbudówki lub pokładówki (Spardek) – nakrywający nadbudówkę lub pokładówkę.
- Pokład wolnej burty – do którego mierzona jest wolna burta. Jest to zwykle pokład górny.
- Pokład wytrzymałościowy – stanowiący górny element konstrukcji statku.
- Pokład dolny – znajdujący się poniżej pokładu górnego.
- Pokład pojazdowy – na promach i samochodowcach, na którym przewożone są pojazdy.
- Szkafut – występujący na żaglowcach i dużych jednostkach żaglowych pokład znajdujący się na śródokręciu.

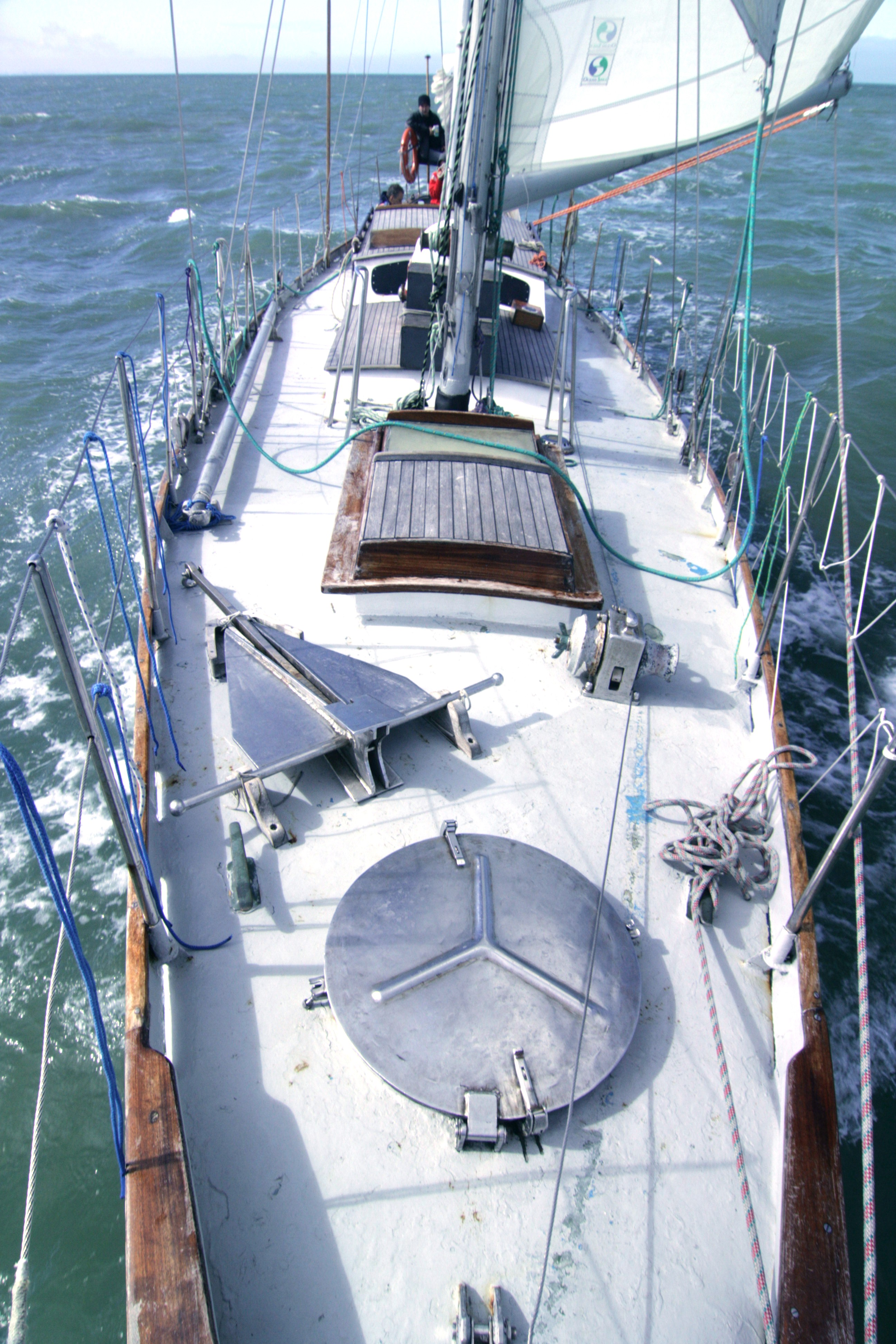
Pokład jachtu s/y Bies

Pokłady mogą być oznaczone literami lub liczbami. Mogą też nosić nazwy związane z ich funkcją np. pokład namiarowy, łodziowy, promenadowy, słoneczny itp. Na małych jednostkach znajdują się również półpokłady będące wąskimi przejściami znajdującymi się wzdłuż pokładówek lub kokpitu.
Pokłady projektowane są na wiele sposobów zapewniając wygodną i bezpieczną żeglugę załodze. Powierzchnię pokładu pokrywa się antypoślizgową warstwą. Dookoła pokładu często znajduje się nadburcie (falszburta) z relingami mające zapobiec wypadnięciu za burtę. Do schodzenia pod pokład służą zejściówki oraz luki. W pokładzie montuje się również otwory wentylacyjne oraz okna i świetliki zapewniające oświetlenie w kabinach. W pokładzie może znajdować się kokpit.
All hands on deck! (wszystkie ręce na pokład!) - to zawołanie żeglarskie oznaczające natychmiastowe wezwanie całej załogi na pokład w celu wykonania jakiejś czynności mającej ratować statek przed niebezpieczeństwem (np. w celu wykonania błyskawicznego manewru przed zauważoną właśnie górą lodową, lub zbliżającym się sztormem).